# Gaillac-d'Aveyron
Gaillac-d'Aveyron è un comune francese di 333 abitanti situato nel dipartimento dell'Aveyron nella regione dell'Occitania.

## Società

### Evoluzione demografica
Abitanti censiti